# Гильерме Коста Маркес
Гильерме Коста Маркес (порт. Guilherme Costa Marques; род. 21 мая 1991, Трес-Риус, Рио-де-Жанейро) — бразильский футболист, полузащитник китайского клуба «Чанчунь Ятай».